# Faiçalabade
Faiçalabade (em urdu: فیصل آباد‎; romaniz.: Faisalabad) é uma cidade do Paquistão localizada na província de Punjabe. Foi fundada em 1895 com a designação de Lialpur e rebatizada como Faiçalabade em homenagem ao rei Faiçal da Arábia Saudita.